# TransNamib
TransNamib Holdings Limited – państwowy przewoźnik kolejowy w Namibii. Obsługuje miejscową sieć kolejową od czasu uzyskania niepodległości przez Namibię w 1990 roku. Od 1 lipca 1993 roku prowadzi także TransNamib Muzeum w Windhuk. Swoją działalnością obejmuje nie tylko transport kolejowy, ale również usługi transportowe drogą lądową oraz obsługę portów.
We wrześniu 2014 roku TransNamib ogłosił zmianę strategii, aby zrównoważyć ogromne straty. W związku z czym na początku 2015 roku ogłoszono, że pracę straci około 1000 z 1600 zatrudnionych pracowników w firmie.

## Sieć i tabor

Sieć kolejowa w Namibii

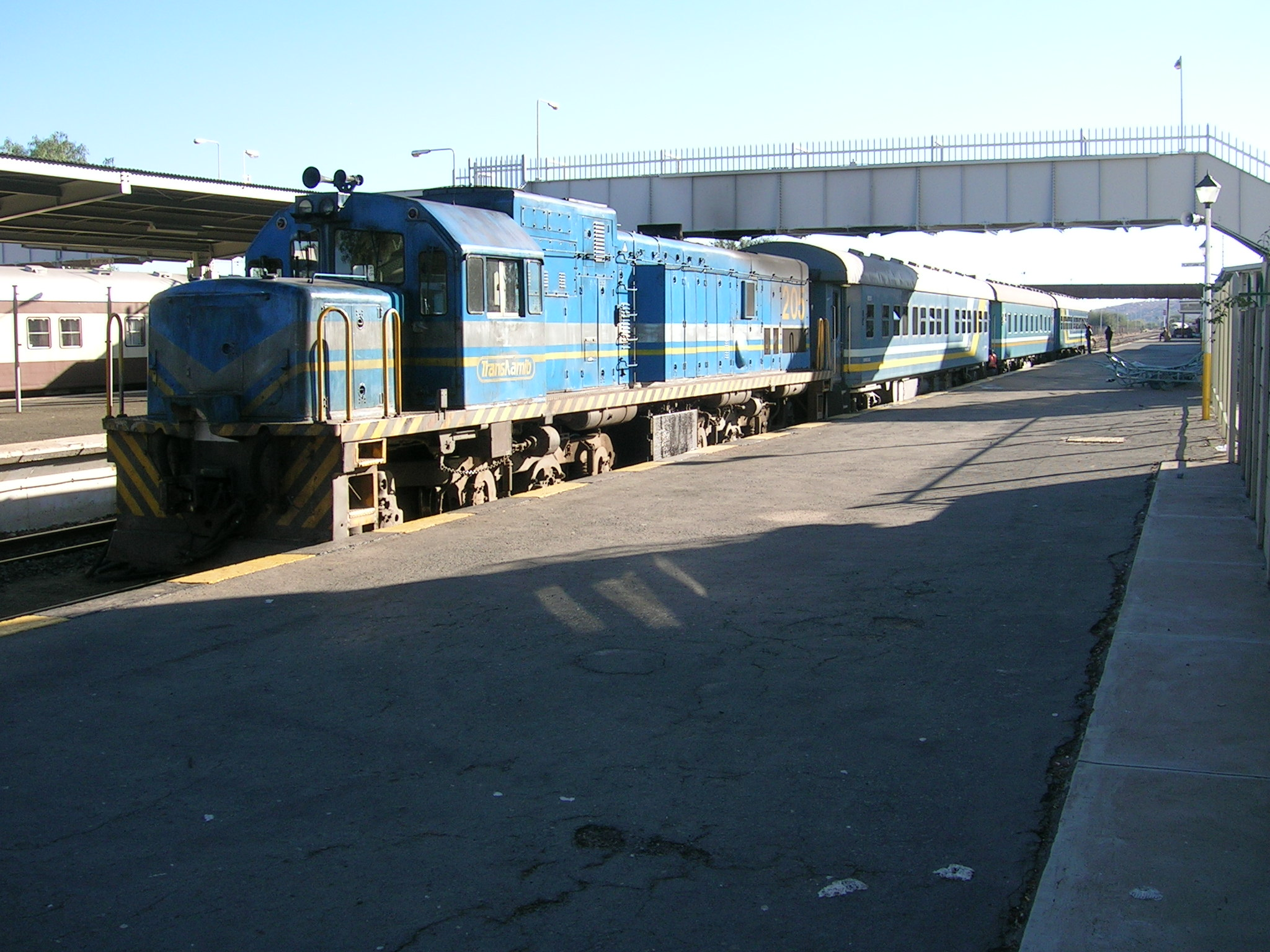
Pociąg osobowy na stacji kolejowej w Windhuk

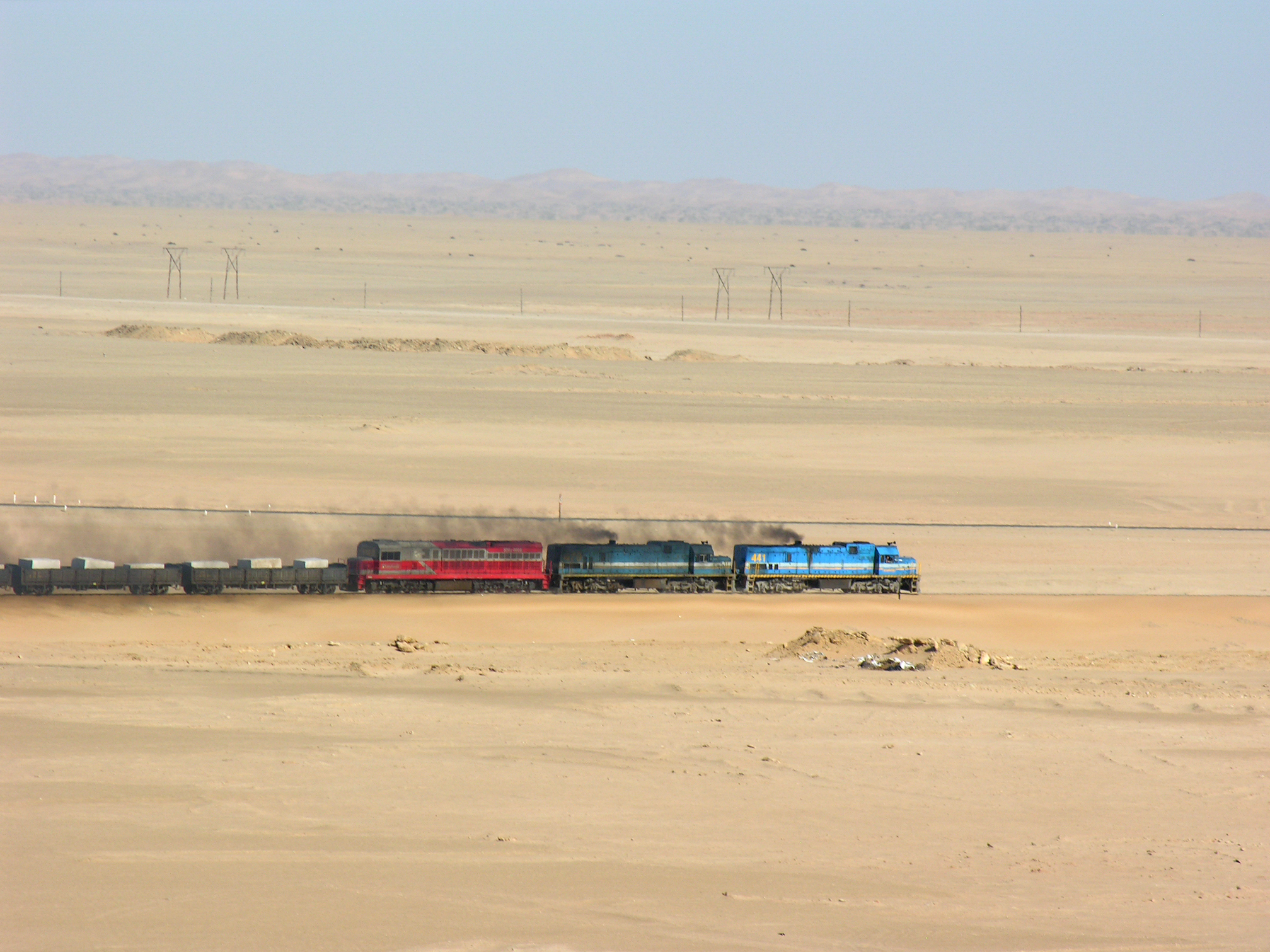
Pociąg towarowy pomiędzy Swakopmund i Walvis Bay

Przy budowie linii kolejowych w Namibii podobnie jak w innych krajach południowej Afryki zastosowano rozstaw przylądkowy wynoszący 1067 mm. Sieć w roku 2011 miała około 2626 km i łączyła wszystkie większe miejscowości Namibii. Większość szlaków nie była modernizowana od czasów kolonialnych, jednak obecnie kolejne trasy są poddawane modernizacji. Począwszy od roku 2000 stan coraz większych fragmentów sieci ulegał pogorszeniu, dlatego od roku 2010 prowadzona jest naprawa torów oraz wymiana na nowe.
Pierwsza linia kolejowa została zbudowana dla celów handlowych w 1895 roku przez Towarzystwo Damaraland Guano. Pierwsza 383 km trasa z Swakopmund do Windhuk została otwarta 19 czerwca 1902.

## Działalność
Od początku 2009 roku, wszystkie 45 lokomotywy należące do TransNamib były remontowane za równowartość około 20 mln euro. W lipcu 2010 TransNamib posiadał 69 lokomotyw, z których 49 były używane.

### Transport towarowy
Transport kolejowy odgrywa ważną rolę zwłaszcza w transporcie towarów. Następujące trasy bądź ich odcinki są wykorzystywane w transporcie towarowym:
- Kranzberg–Otavi
- Lüderitz–Seeheim
- Otavi–Grootfontein
- Otavi–Tsumeb
- Otjiwarongo–Outjo
- Tsumeb–Oshikango
- Windhuk–Gobabis
- Windhuk–Nakop

### Transport pasażerski
Transport kolejowy odgrywa niewielką rolę w transporcie pasażerskim w kraju. Po każdej z obsługiwanych tras najwyżej raz dziennie uruchamiany jest pociąg pasażerski, a jego przejazd odbywa się zazwyczaj w nocy, tak że oferta szczególnie dla turystów nie jest zbyt atrakcyjna. Po roku 1994 wagony osobowe zostały odnowione i przebudowane. Dział transportu pasażerskiego namibijskiej kolei działa pod nazwą „StarLine Passenger Services“. Są to zarówno wagony sypialne (nie każdego dnia i na wszystkich trasach) jak i wagony bezprzedziałowe w dwóch klasach (ekonomiczna i biznes). Oferują one cztery miejsca obok siebie z przejściem pośrodku i sześć łóżek w częściowo prywatnych pomieszczeniach. Toalety i automaty z przekąskami są do dyspozycji wszystkich pasażerów.
Następujące trasy są wykorzystywane w transporcie pasażerskim (stan na kwiecień 2015):
- Tsumeb–Oshikango
- Windhuk–Kranzberg
- Kranzberg–Walvis Bay
- Windhuk–Karasburg

#### Desert Express
Jest to luksusowy pociąg kursujący pomiędzy Windhuk a Swakopmund raz w tygodniu. Kilka razy w roku do Namibii wjeżdżają z Południowej Afryki również inne luksusowe składy (Rovos Rail, Shongololo Express i Blue Train).

#### Omugulugwombashe Star
Zbudowany w marcu 2005 roku w Chinach skład "Omugulugwombashe Star", posiadający 142 miejsca siedzące na pokładzie i osiągający prędkość 120 km/h miał obsługiwać trasę prowadzącą do portu lotniczego w Windhuk, jednak został skierowane na linię Windhuk–Walvis Bay i obsługiwał od 2007 roku raz w tygodniu połączenie Windhuk - Ondangwa. Połączenie cieszyło się przez pierwszych kilka miesięcy stosunkowo dużą popularnością, jednak w 2008 roku skład wycofano z użycia motywując to działanie niedostosowaniem parametrów pociągu do Namibijskich warunków, co skutkowało ciągłymi problemami technicznymi. W marcu 2011 roku skład naprawiono i ma wrócić do użycia.